# Josef Illa
Josef Illa (1. listopadu 1919 Meziříčko – 17. května 1974 Letovice) byl český a československý zemědělec, politik Československé strany lidové a poúnorový poslanec Národního shromáždění ČSR, Národního shromáždění ČSSR a Sněmovny lidu Federálního shromáždění.

## Biografie
Pocházel z rolnické rodiny. Absolvoval zimní odbornou rolnickou školu a po jejím ukončení pracoval na hospodářství rodičů, které v roce 1947 převzal. Členem ČSL byl od roku 1945. Politickou kariéru udělal až v „obrozené“ ČSL po únoru 1948. Pomáhal propagovat kolektivizaci venkova. Díky této vlastnosti byl vybrán vedením ČSL jako kandidát do voleb v roce 1954.
Ve volbách roku 1954 byl zvolen za ČSL poslancem ve volebním obvodu Boskovice. Mandát obhájil ve volbách v roce 1960 (nyní již jako poslanec Národního shromáždění ČSSR za Jihomoravský kraj) a ve volbách v roce 1964. V Národním shromáždění zasedal až do konce jeho funkčního období v roce 1968.
V roce 1954 se uvádí ještě jako soukromě hospodařící rolník, k roku 1960 již je uváděn jako představitel JZD. Byl rolníkem z obce Meziříčko. V čele JZD Meziříčko stál do roku 1966, kdy se stal předsedou JZD Lhota-Rapotín. K roku 1968 je stále uváděn jako předseda JZD.
Po federalizaci Československa usedl roku 1969 za ČSL do Sněmovny lidu Federálního shromáždění (volební obvod Boskovice), kde setrval do prosince roku 1970, kdy rezignoval.
Od poloviny 50. let nepřetržitě zasedal v Okresním výboru ČSL v Blansku. Od konce 60. let byl v Ústředním vedení Zemědělské komise ČSL. V období let 1968-1969 zaujmul vyčkávací postoj, ale kvůli politickým změnám tehdy ztratil pozici předsedy Okresního výboru ČSL. Za normalizace však u něj nebyl zjištěn žádný „kontrarevoluční“ postoj. Z politického života odešel ze zdravotních důvodů. Zemřel v letovické léčebně pro dlouhodobě nemocné.